# Campeonato Brasileiro de Futebol Feminino Sub-16 de 2020
O Campeonato Brasileiro Feminino Sub-16 de 2020 foi a segunda edição desta competição futebolística de categoria de base da modalidade feminina organizada pela Confederação Brasileira de Futebol (CBF).
Foi disputada por doze equipes entre os dias 12 e 20 de dezembro. Minas Brasília e Internacional protagonizaram a decisão. Na ocasião, o Internacional venceu o adversário pelo placar de 2–0 e conquistou o título inédito.
Após a conquista, o técnico do Internacional, David da Silva, valorizou a campanha invicta do clube: "Fomos a equipe que fez mais gols e sofreu menos gols, não perdemos nenhum jogo, empatamos apenas um, e ganhamos todos os demais. Isso mostra a força que nós temos".

## Formato e participantes
O Campeonato Brasileiro Feminino Sub-16 de 2020 estava planejado para ocorrer no mês de julho. No entanto, os eventos futebolísticos foram suspensos na primeira quinzena de março por causa da pandemia de COVID-19 no país. Por conseguinte, o cronograma de competições femininas foi revisto e a realização das competições de base postergadas para o ano seguinte. Porém, a CBF confirmou a realização do torneio para dezembro.
O torneio foi disputado em quatro fases, sendo as duas primeiras por pontos corridos e as duas últimas em partidas eliminatórias. Na primeira, as doze agremiações foram divididas em três grupos, pelos quais os integrantes disputaram jogos de turno único contra os adversários do próprio chaveamento. Após três rodadas, os líderes de cada grupo e o melhor segundo colocado se classificaram para a semifinal. Esta, por sua vez, foi composta por partidas eliminatórias e os vencedores prosseguiram para a final. A cidade de Sorocaba sediou a competição. Os doze participantes foram:
| Grupo A - ESMAC - Ferroviária - Kindermann - Minas Brasília | Grupo B - Audax - Lusaca - Internacional - Santos | Grupo C - Grêmio - Iranduba - São Paulo - Vitória |

## Resultados
Os resultados das partidas da competição estão apresentados nos chaveamentos abaixo. A primeira fase foi disputada por pontos corridos, com os seguintes critérios de desempates sendo adotados em caso de igualdades: número de vitórias, saldo de gols, número de gols marcados, número de cartões vermelhos recebidos, número cartões amarelos recebidos e sorteio. Por outro lado, as fases eliminatórias consistiram de partidas de ida. Conforme preestabelecido no regulamento, as equipes vitoriosas avançaram para a final, enquanto os perdedores disputaram o terceiro lugar.

### Fases finais
|  | Semifinais         | Semifinais    |   |           | Final          | Final |  |
|  |                    |               |   |           |                |       |  |
|  |                    |               |   |           |                |       |  |
|  | Minas Brasília     | 2             |   |           |                |       |  |
|  | São Paulo          | 1             |   |           |                |       |  |
|  |                    |               |   |           |                |       |  |
|  |                    |               |   |           |                |       |  |
|  |                    |               |   |           | Minas Brasília | 0     |  |
|  |                    | Internacional | 2 |           |                |       |  |
|  |                    |               |   |           |                |       |  |
|  |                    |               |   |           |                |       |  |
|  |                    |               |   |           | Terceiro lugar |       |  |
|  |                    |               |   |           |                |       |  |
|  | Internacional (p.) | 0 (4)         |   | São Paulo | 2              |       |  |
|  | Santos             | 0 (2)         |   |           | Santos         | 1     |  |